# Dècada del 1350

## Esdeveniments
- Auge de la pesta negra a Europa
- Publicat el Decameró de Boccaccio
- S'accepta per primer cop que la grip és una malaltia
- Gran activitat dels Estats Generals a França per decidir tributs, poder reial i política exterior
- Es menciona per primer cop el sudari de Torí o Sàbana santa
- Inici del període clàssic de la cultura maori